# Mordechaj Anielewicz

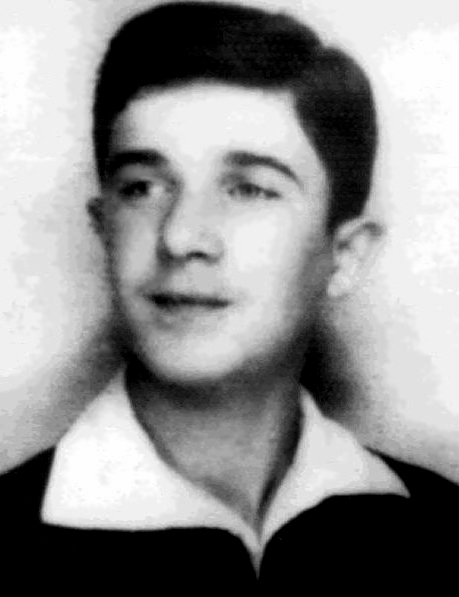
Mordechaj Anielewicz

Mordechaj Anielewicz (geboren 1919 in Wyszków, Polen; gestorben am 8. Mai 1943 in Warschau) war ein polnisch-jüdischer Kämpfer im Widerstand gegen den Nationalsozialismus im von Deutschland besetzten Polen während des Zweiten Weltkriegs.
Als Anführer der Warschauer Gruppe der zionistisch-sozialistischen Jugendorganisation Hashomer Hatzair war Anielewicz ab 1942 wesentlich beteiligt am Aufbau der Jüdischen Kampforganisation (polnisch: Żydowska Organizacja Bojowa, kurz ŻOB) im Warschauer Ghetto. Dort leitete er 1943 den Aufstand im Warschauer Ghetto, dessen Insassen zur Deportation ins Vernichtungslager Treblinka vorgesehen waren. In der Endphase dieses zwischen Mitte April und Mitte Mai 1943 etwa vier Wochen währenden Aufstands fiel er wie die meisten seiner etwa 1000 bis 1300 Personen umfassenden Mitkämpfer und Mitkämpferinnen den letztlich militärisch überlegenen Einheiten der SS und Waffen-SS zum Opfer.

## Leben

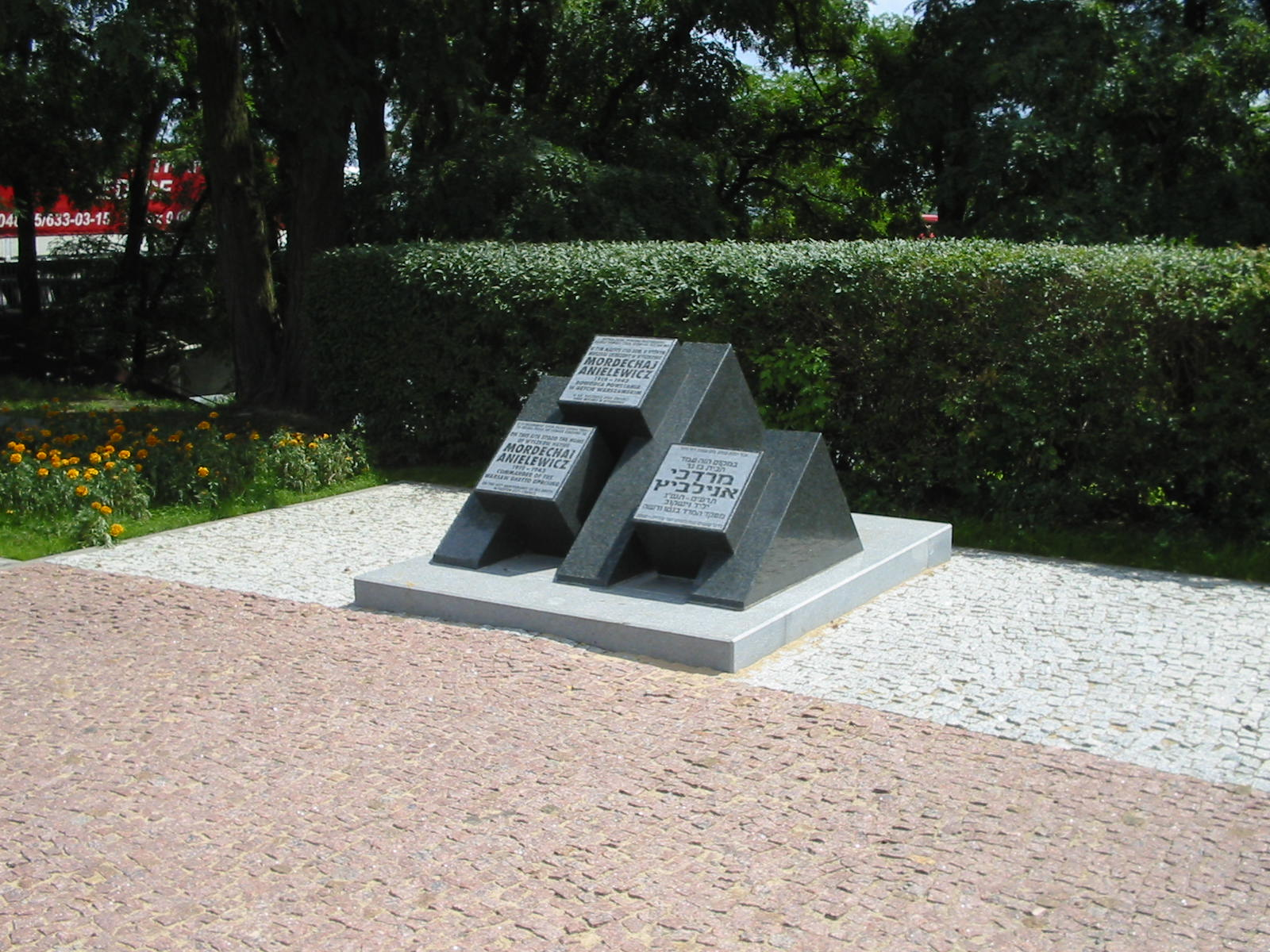
Denkmal für Mordechaj Anielewicz in seiner Geburtsstadt Wyszków

Mordechaj Anielewicz trat bald nach Abschluss der Sekundarschule der sozialistisch-zionistischen Jugendbewegung HaSchomer HaTzair bei, wo ihm organisatorische und leitende Aufgaben übertragen wurden. Zu Beginn des Jahres 1940 gründete er als Aktivist im Untergrund Jugendgruppen und illegale Zeitungen. Im Sommer 1941 begann Anielewicz damit, die Jugendbewegungen aus dem Untergrund in eine bewaffnete Widerstandsbewegung umzuwandeln und im Warschauer Ghetto Selbsthilfeorganisationen zu errichten.
Im Sommer 1942 befand er sich im südwestlichen Teil von Polen, der 1939 von NS-Deutschland besetzt worden war und einen Teil des polnischen Generalgouvernements bildete. Nach seiner Rückkehr nach Warschau verblieben von den ursprünglich 350.000 Juden im Ghetto nur noch 60.000, der Rest war zum größten Teil ins Vernichtungslager Treblinka deportiert worden. Anielewicz setzte alles daran, die Jüdische Kampforganisation (polnisch Żydowska Organizacja Bojowa, kurz ŻOB) zu stärken, und bekämpfte die Nationalsozialisten aktiv. Nach den Massendeportationen gab es im Ghetto bedeutend mehr Unterstützung für den bewaffneten Widerstand als je zuvor. Im November 1942 wurde Anielewicz zum Kommandanten der Jüdischen Kampforganisation ernannt. Bis Januar 1943 wurden auf unterschiedlichen Wegen (Schwarzmarkt, Kontakte zu polnischen Widerstandsgruppen im Untergrund) vereinzelt Schusswaffen und Munition außerhalb des Ghettos in den anderen Stadtteilen Warschaus organisiert und unter erheblichem Risiko für die Beteiligten ins Ghetto geschmuggelt.
Am 18. Januar 1943 wurde der Stab der ŻOB von den zweiten Massendeportationen aus dem Warschauer Ghetto überrascht und hatte keine Zeit, die Lage mitzuteilen. Anielewicz kommandierte eine bedeutende Straßenschlacht. Einige Kämpfer schlossen sich bewusst den Deportierten an. Auf ein Signal hin griffen sie die SS-Bewacher an, während die restlichen Juden flohen. Viele jüdische Widerstandskämpfer starben, doch Anielewicz blieb am Leben.
Vier Tage später kamen die Deportationen zum Stillstand. Da dem Stab der ŻOB klar war, dass sie die Deportationen nur zu einem zeitweiligen Halt bringen konnten, bereiteten sie sich intensiv auf den nächsten Zusammenstoß mit der SS vor.
Am 19. April 1943 wurde die letzte Deportation der Juden angeordnet. Dies war das Signal für die eigentliche Hauptphase des Aufstands im Warschauer Ghetto. Zunächst fügten die jüdischen Widerstandskämpfer der unter dem Oberbefehl von SS-Gruppenführer Jürgen Stroop stehenden SS und Waffen-SS derartige Verluste zu, dass sie sich zum Rückzug veranlasst sahen. Nach Rückkehr der verstärkten deutschen Truppen mit schwererem Gerät dauerte der Häuserkampf drei Tage.

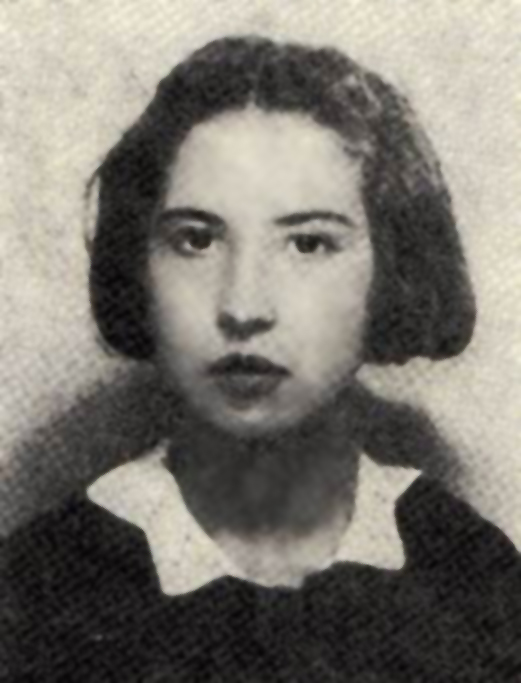
Mira Fuchrer, Freundin und Mitkämpferin von Anielewicz

Zu Beginn des Aufstands war Anielewicz inmitten der Hauptgruppe der Kämpfer. Als die Häuserkämpfe endeten und die Straßengefechte immer mehr zu Ungunsten der Aufständischen verliefen und nachdem die SS begonnen hatte, massivere Truppenkontingente gegen die noch übrigen jüdischen Kämpfer einzusetzen, zog er sich mit seinem Stab in einen der etwa 16 Bunker, die großteils von den Aufständischen eingerichtet worden waren, in der Miłastraße 18 zurück. Die SS brannte das Ghetto Block um Block nieder. Am 8. Mai 1943 kam Anielewicz mit seiner Freundin Mira Fuchrer und dem größten Teil seines ŻOB-Stabs im Bunker der Miła 18 ums Leben. Die genauen Umstände seines Todes sind unbekannt, da keine überlebenden Augenzeugen bekannt sind, und die Toten auch nicht offiziell geborgen wurden. Teilweise wird von einem kollektiven Suizid ausgegangen, von anderen wird angenommen, dass die im Bunker Eingeschlossenen durch von den Deutschen eingeleitete Abgase erstickten. Auch der Verbleib von Anielewiczs Leichnam ist umstritten. Die Vermutung, dass einige zunächst noch überlebende Kämpfer die Leichen oder einen Teil von ihnen bargen und ihnen in einem nahegelegenen Krematorium eine Form von Bestattung zukommen ließen, kann nicht verifiziert werden. Viele von ihnen blieben unter den Ghettoruinen begraben.
In einem Abschiedsbrief an einen Freund schrieb Anielewicz am 23. April 1943 (Auszug):

„Fahre wohl, mein Freund! Vielleicht sehen wir uns noch wieder! Der Traum meines Lebens hat sich erfüllt. Der bewaffnete jüdische Widerstand und die Rache sind zur Tat geworden. Ich bin Zeuge wunderbaren heldenhaften Kämpfens der jüdischen Kämpfer geworden.“

## Gedenken und Rezeption

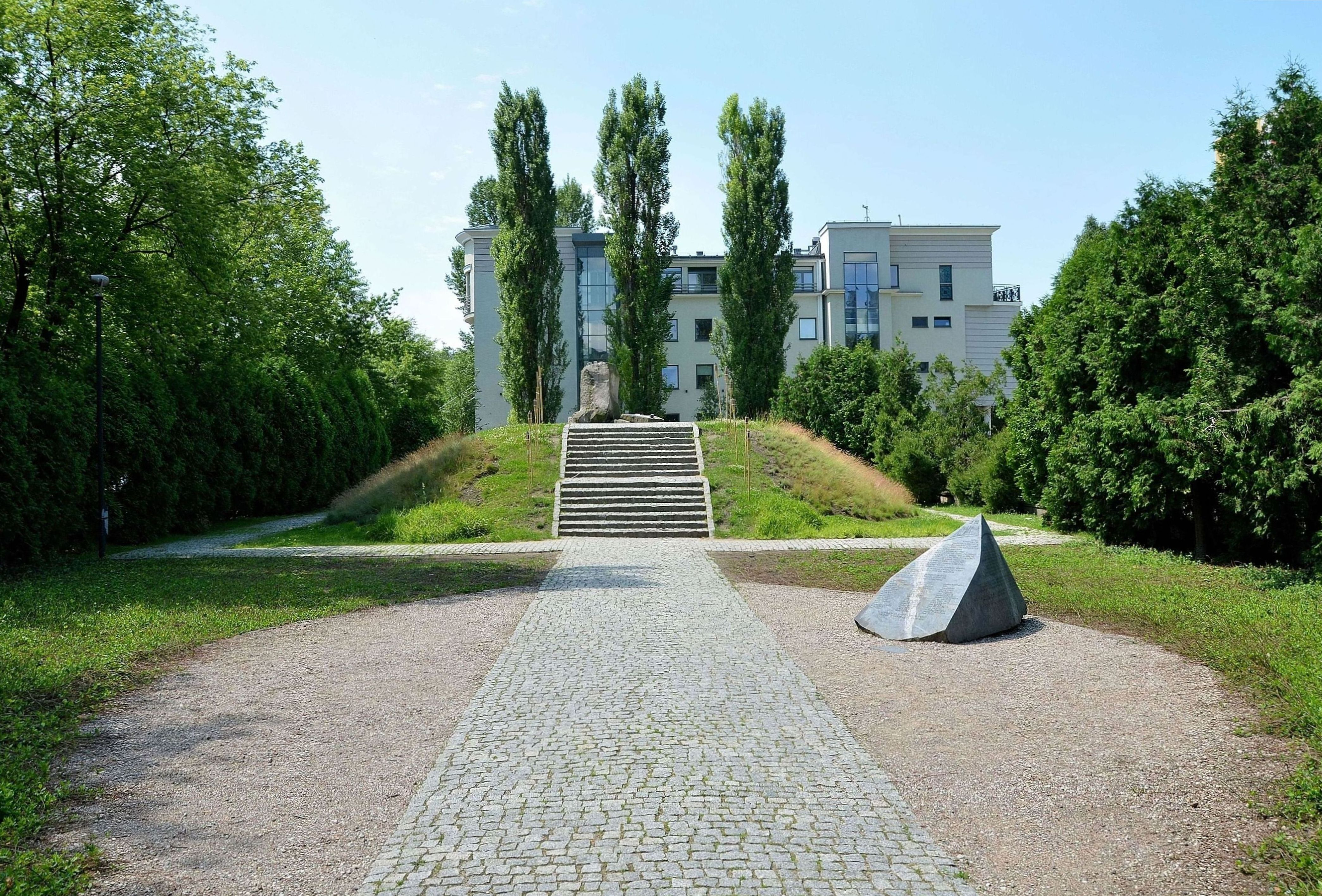
Ansicht der Gedenkstätte Miła 18 in Warschau, dem Ort, an dem Mordechaj Anielewicz starb (Fotografie von 2012)

1946, ein Jahr nach dem Ende des Zweiten Weltkriegs und der Befreiung vom Nationalsozialismus, wurde über dem Bunker der Miła 18 aus dem Schutt des niedergebrannten Warschauer Ghettos ein Hügel aufgeschüttet und auf dessen Spitze ein Mahnmal zur Erinnerung an Anielewicz und seine Mitkämpfer in Form eines Obelisken errichtet. Neben der Nennung von Mordechaj Anielewicz sind darauf die Namen von 50 weiteren Aufständischen eingraviert, die mit ihm dort ums Leben kamen, und deren Identität von Historikern verifiziert werden konnte.

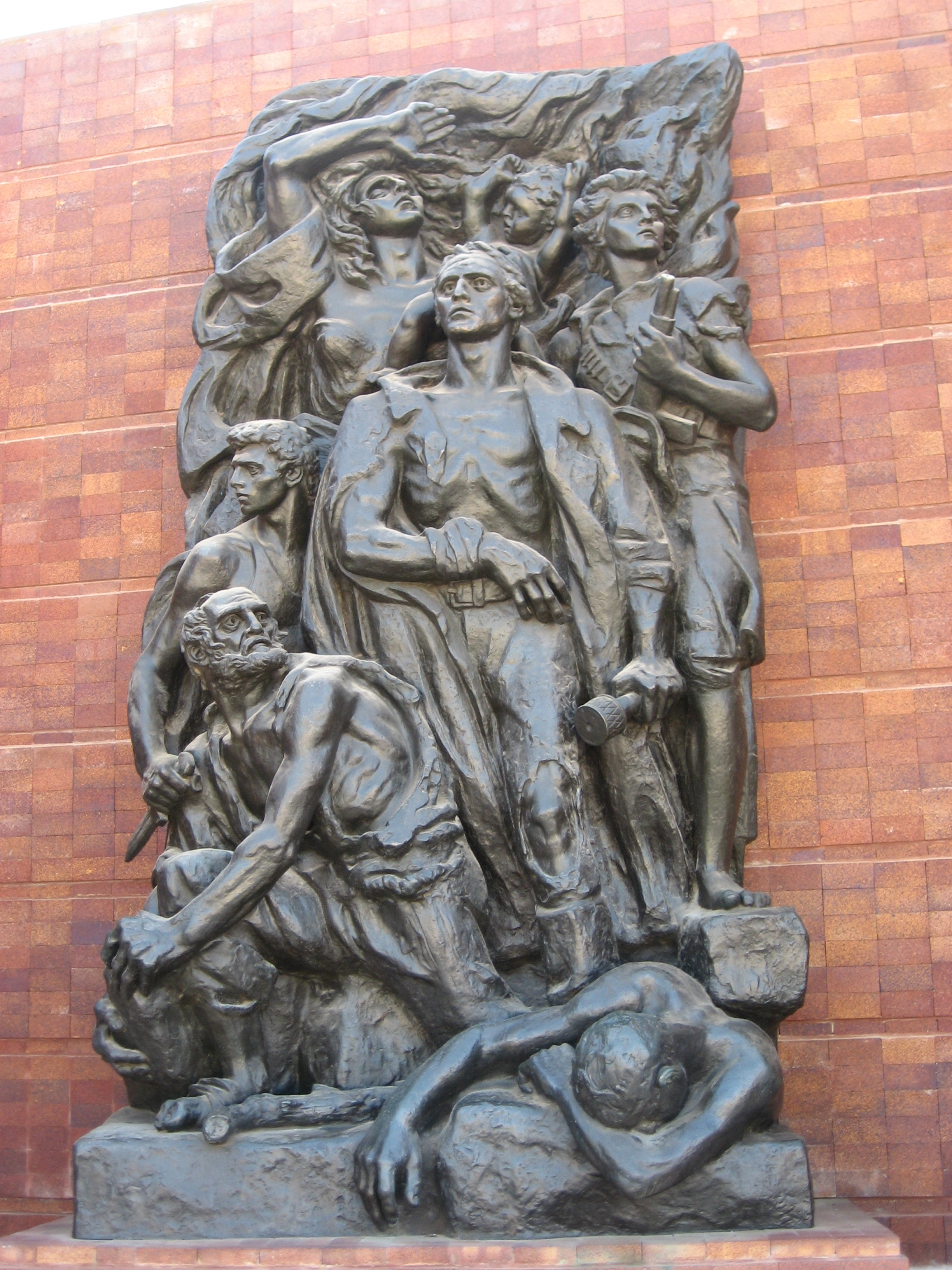
Denkmal für Mordechaj Anielewicz auf dem Warschauer-Ghetto-Platz in Yad Vashem. Kopie des Warschauer Ghetto-Ehrenmals.

Dem Andenken von Mordechaj Anielewicz ist des Weiteren der Kibbuz Jad Mordechai in Israel gewidmet, der bereits in seinem Todesjahr 1943 gegründet wurde. Außerdem sind zahlreiche Straßen in Israel nach ihm benannt. Auf dem Warschauer-Ghetto-Platz in Yad Vashem in Jerusalem, der bedeutendsten Gedenkstätte, die an den nationalsozialistischen Völkermord an den europäischen Juden erinnert, steht eine Kopie des Warschauer Mahnmals zum Gedenken an den Ghetto-Aufstand, auf dem Anielewicz als zentrale heroisch erscheinende Figur abgebildet ist. Neben den genannten Warschauer Denkmälern trägt dort eine Straße seinen Namen. An seinem Geburtsort steht ein Denkmal mit einer polnischen, hebräischen und englischen Aufschrift.